# 原喜彦
原 喜彦（はら よしひこ、1964年2月11日 - ）は、日本の元アマチュアレスリング選手、高等学校教諭。

## 略歴
新潟県白根市（現新潟市南区）出身。新潟県立巻農業高等学校（現新潟県立巻総合高等学校）入学と同時にレスリング部に入部した。しかし高校時代はさしたる実績を挙げることができず、大学進学を希望したものの推薦の声は掛からず、辛うじて日本体育大学体育学部の推薦を受けて入学。大学時代は同世代の赤石光生（日本大学）らをライバル視しつつ研鑽を重ね、国内のトップ選手に名を連ねるまでに成長した。全日本レスリング選手権大会では1988年から74kg級フリー5連覇を達成。学士修了後も引き続き日体大に研究員として残り、1988年のソウルオリンピックの日本代表に選出。男子フリースタイル74kg級に出場しメダルの期待もかかったものの、5回戦で敗退した。
その後新潟県にUターンして県職員として公立高等学校の教諭（体育）となり、新潟県立新潟北高等学校在職中の1992年、バルセロナオリンピックの日本代表に2大会連続で選出。前回と同じ男子フリースタイル74kg級に出場した。メダル候補として順当に勝ち上がったが、5回戦終了後に規定の計量を受けなかったため失格となった。この失格は原の個人的なミスではなく、日本選手団の監督・コーチの認識ミスによるものであったため、原には世論の同情が殺到するなど、一躍悲劇のヒーローとなった。日本選手団の役員であった笹原正三と平山紘一郎はこの失態を受け、現地に応援に来ていた原の両親と妻に謝罪した。
現役引退後は配属された新潟県内の高等学校（新潟県央工業高等学校など）にレスリング部を創設するなど、競技の普及に尽力している。
妻は新潟放送アナウンサーの石塚かおり。